# Invertierter Totalitarismus
Mit dem Begriff Invertierter Totalitarismus (inverted totalitarianism) beschreibt der Politikwissenschaftler Sheldon Wolin 2003 die Vereinigten Staaten unter George W. Bush nach den Terroranschlägen vom 11. September 2001: Sie seien eine „gemanagte“ und von Großkonzernen dominierte illiberale Scheindemokratie. 2008 arbeitete er das Konzept in Democracy Incorporated. Managed Democracy and the Specter of Inverted Totalitarianism weiter aus. Er sah im invertierten Totalitarismus die totalitären Züge unbeschränkter, auch mentaler Steuerung der Menschen und politischen Akteure und einer aggressiven imperialen Außenpolitik, die er mit der Regierung George W. Bushs nach 9/11 identifiziert. Das Konzept entwickelte er später durch den Begriff der Fugitiven Demokratie weiter.

## Begriff
Sheldon Wolin stellt in einem Kapitel seines Werks Tocqueville Between Two Worlds (2001) die USA als Postdemokratie dar (S. 561–572). Ähnlich wie die Aristokratie verfalle auch die Demokratie und entwickele sich zu einem spezifischen demokratisch erscheinenden Despotismus. In dieser Gesellschaftsformation würden sich die Individuen mit einem Leben ohne jede politische Verantwortung abfinden. Ihr Lebensprinzip sei: „geführt werden, sich aber gleichzeitig frei fühlen.“ Im Anschluss an diese Charakterisierung der Demokratie prägte Wolin 2003 den Begriff Invertierter Totalitarismus in einem Beitrag für die Zeitschrift The Nation, um die zeitgenössische Regierungsform der USA zu kennzeichnen. Systematisch arbeitete er das Konzept in der Publikation Umgekehrter Totalitarismus: Faktische Machtverhältnisse und ihre zerstörerischen Auswirkungen auf unsere Demokratie (2008) aus. Hintergrund des Politikverständnisses Wolins ist demnach Tocquevilles Verständnis der sanften Despotie als Verfallsform der Demokratie.
Wolin vergleicht die USA in erster Linie mit dem NS-Regime, daneben auch mit dem Italienischen Faschismus und dem Stalinismus. Der neuartige Totalitarismus ist seiner Auffassung nach insofern „invertiert“ („umgekehrt“), als die politische Dynamik und Willensbildung nicht wie im klassischen Demokratiemodell von der Masse und der Regierung ausgehe:

„[W]ährend das gegenwärtige System und seine Agenten mit dem Nazismus das Streben nach unbegrenzter Macht und aggressivem Expansionismus teilen, (scheinen) ihre Methoden und Handlungen auf den Kopf gestellt zu sein. Zum Beispiel wurden in Weimar-Deutschland, bevor die Nazis die Macht übernahmen, die ‚Straßen‘ von totalitär orientierten Banden von Schlägern dominiert, und was immer es an Demokratie gab, war auf die Regierung beschränkt. In den Vereinigten Staaten ist die Demokratie jedoch auf den Straßen am lebendigsten – während die eigentliche Gefahr in einer zunehmend ungezügelten Regierung liegt.“

Die Regierung innerhalb eines invertiert totalitären Systems habe den Primat der Politik aufgegeben, um wirtschaftliche und politische Partikularinteressen einer privilegierten Elite gegen die Interessen der Masse, aber mit ihrer manipulierten Zustimmung oder Duldung, durchzusetzen. Was bisher also im politischen Kräftefeld eine abhängige Größe gewesen sei, etwa die wirtschaftlichen Interessenverbände, sei nun zur bestimmenden Größe geworden. Das Ergebnis sei aber dasselbe: Massenmanipulation innerhalb von scheindemokratischen Institutionen.
Das strukturelle Element trete nicht mehr als Massenphänomen in Erscheinung, sondern werde indirekt in der Schrankenlosigkeit des Regierungshandelns und dem Schweigen der Massen deutlich. Während außerdem die Nationalsozialisten wirtschaftliche Großunternehmen der staatlichen Autorität untergeordnet hätten, stünden diese heute über der Politik und amalgamierten mit dem Staat: Die Politikwissenschaftlerin Seyla Benhabib schreibt 2010 in einer Rezension von Democracy Incorporated:

„Der Staat wird als größte Korporation betrachtet und der Präsident als ihr CEO. Das moderne Wirtschaftsunternehmen wird zum Modell der öffentlichen Macht an sich, mit der Folge, dass die Bürger zu Verbrauchern reduziert werden, die von der Macht privater Medien- und Werbekonzerne manipuliert werden, die ihrerseits Megakonzernen dienen.“

Die Großunternehmen würden dabei allerdings eine vergleichbare reale Dynamik erzeugen wie das nationalsozialistische Lebensraumkonzept:

„Unter der NS-Herrschaft gab es nie einen Zweifel daran, dass das „Big Business“ dem politischen Regime untergeordnet war. In den Vereinigten Staaten ist es jedoch seit Jahrzehnten offensichtlich, dass die Macht der Konzerne im politischen Establishment, insbesondere in der Republikanischen Partei, so vorherrschend geworden ist und einen so dominanten Einfluss auf die Politik hat, dass eine Rollenumkehrung nahegelegt wird.“

Die Nationalsozialisten hätten die Massen mit dem Slogan Kraft durch Freude in Bewegung gesetzt; der invertierte Totalitarismus hingegen vermittele den Massen das Bewusstsein von Schwäche und Ersetzbarkeit und bringe damit eine „demobilisierte“ und atomisierte (disaggregated) Gesellschaft von politisch Desinteressierten hervor.
Merkmale des invertiert totalitären Systems sind nach dem Journalisten Elie Mystal im Einzelnen:
- eine schwache Legislative: Abgeordnete des Parlaments haben einen geringen Einfluss auf die Gesetzgebung; die Legislative dient der Akklamation der Regierungsentscheidungen.
- eine zugleich repressive und die Regierung unterstützende Judikative: Gerichte orientieren sich an den Wünschen der Regierung und unterdrücken Regierungskritik.
- eine von außerparlamentarischen Institutionen gesteuerte Exekutive: Die Regierung und ihre Ministerien folgen nicht eigenen Erkenntnissen und Interessen, sondern Lobbyisten und Beratern
- die Aufhebung der Gewaltenkontrolle durch eine übergeordnete Integration der Gewalten mithilfe
  - eines uniformen Parteiensystems,
    - das die Reichen, die Großkonzerne und die Gutvernetzten begünstige,
    - die Armen in Hilflosigkeit und Verzweiflung zurücklasse und
    - die Mittelklasse in der Balance zwischen Abstiegsangst und Aufstiegsversprechen halte;

  - der Integration von Medien, Universitäten und Großkonzernen durch personelle und institutionelle Vernetzung
    - speziell durch strukturelle Integration der Konzernmedien: Medien werden staatlich beaufsichtigt, benutzt und politisch besetzt
    - affirmative Integration der Universitäten in das staatliche Kontrollsystem: Universitäten unterstützen staatliche Maßnahmen, weil sie von staatlicher und privater Förderung abhängig sind
    - kooperative Integration der Großkonzerne in das staatlich Steuerungssystem: Unternehmen und Staat arbeiten zu gemeinsamen Zielen zusammen

  - einer Propagandamaschine aus Think Tanks, Stiftungen und NGOs
  - Kooperation von Polizei (Exekutive) und Rechtsbehörden (Judikative) bei der Feststellung terroristischer Umtriebe, verdächtiger Ausländer und Dissidenten.[6]

Für Wolin hat der umgekehrte Totalitarismus im Gegensatz zum klassischen Totalitarismus die Einrichtungen von Wissenschaft, Forschung und Bildung nicht nachträglich in seinen Dienst gestellt (Gleichschaltung), sondern sich eine „eigene loyale Intelligenzja kultiviert“ und die gesellschaftlichen Kräfte zur Selbstangleichung geführt. Der klassische Totalitarismus habe unabhängige Kritiker systematisch durch Ausstoßung oder Eliminierung zum Schweigen gebracht und von den übrigen Loyalität zu Partei und Regierung verlangt. Hingegen habe der umgekehrte Totalitarismus die Wissenschaftler und Forscher durch eine Kombination von staatlichen Aufträgen, Unternehmens- und Stiftungsgeldern, hohen Gehältern und Vergünstigungen nahtlos in das System integriert und greife nur gelegentlich ein, um Kritiker zu schikanieren und zu diskreditieren. Zur Zeit des Vietnamkrieges seien die Universitäts- und College-Campusse noch derart notorische Zentren der Opposition gewesen, dass man ernsthaft von einer notwendigen „Befriedung der Campusse“ gesprochen habe. Das so entstehende neue System nannte er „invertierten“ Totalitarismus.
Die aggressive Außenpolitik einer imperialen Orientierung an der Rolle als Supermacht vergleicht Wolin laut Benhabib mit dem Lebensraumkonzept des Nationalsozialismus:

„Den Begriff „umgekehrter Totalitarismus“ rechtfertigt, dass die amerikanische Politik seit den Anschlägen vom 11. September 2001 von der „Vorstellung eines globalen permanenten Krieges“ geprägt ist (S. 15, 28). Bushs Nationale Sicherheitsstrategie und ihre Doktrin des Präventivkriegs erinnern an die nationalsozialistische Ideologie des Lebensraums, indem sie behaupten, die Welt müsse für Amerika sicher gemacht werden, so wie die Nazis argumentierten, dass sie ein Recht darauf hätten, Territorien zu erobern, um die Zukunft der arischen Rasse zu sichern.“

Zur deutschen Ausgabe von Democracy Incorporated steuerte der Psychologe Rainer Mausfeld 2022 ein Vorwort bei, in dem er aufzeigt, wie sich Wolins Prophezeiungen mittlerweile in Deutschland erfüllt hätten.

## Beispiel USA
In seinem Artikel für The Nation beschrieb Wolin 2003 die Entwicklung der USA als „regime change“ hin zu einem undemokratischen „Empire“ oder einer „Superpower“. Kennzeichen dieser Entwicklung sei die „zunehmende Macht des Staates und die abnehmende Macht der Institutionen, die ihn kontrollieren sollen“. Den Republikanern als „glühend doktrinärer Partei“ würden die „zentristischen“ Demokraten keine echte Opposition mehr entgegensetzen. Die repräsentativen Institutionen seien durch ein institutionalisiertes Bestechungssystem „kurzgeschlossen und ständig korrumpiert“ worden, anfällig für mächtige Interessengruppen, „deren Wähler die großen Unternehmen und die reichsten Amerikaner sind“. Die Gerichte dienten der Unternehmensmacht oder respektierten die Ansprüche der nationalen Sicherheit.

„Wahlen sind zu stark subventionierten Nicht-Ereignissen (non-events) geworden, die normalerweise bestenfalls knapp die Hälfte einer Wählerschaft anziehen, deren Informationen über Außen- und Innenpolitik durch von Unternehmen dominierte Medien gefiltert werden. Die Bürger werden durch die Medienberichte über wuchernde Kriminalität und terroristische Netzwerke, durch kaum verhüllte Drohungen des Generalstaatsanwalts und durch ihre eigene Angst vor Arbeitslosigkeit in einen nervösen Zustand manipuliert.“

## Vergleich mit anderen totalitären Systemen
Beide Herrschaftsformen würden die Angst als arcanum imperii nutzen, Präventivkriege führen und die Herrschaft einer Pseudoelite stützen. Dennoch unterscheide sich der umgekehrte vom klassischen Totalitarismus in mehreren wichtigen Punkten:
- Revolution – Während die klassischen totalitären Regime das etablierte System stürzen würden, nutze der umgekehrte Totalitarismus die rechtlichen und politischen Zwänge des etablierten demokratischen Systems aus und verwende sie, um den ursprünglichen Zweck der Demokratie zu vereiteln.
- Regierung – Während die klassische totalitäre Regierung ein geordnetes, idealisiertes und koordiniertes Ganzes gewesen sei, sei sie im umgekehrten Totalitarismus eine Verwaltungsinstanz, die die grundlegenden demokratischen Institutionen manage.
- Propaganda und Dissens – Obwohl Propaganda sowohl in den Vereinigten Staaten als auch in Nazi-Deutschland eine wesentliche Rolle spiele, sei sie in den Vereinigten Staaten „nur zum Teil ein staatszentriertes Phänomen“. Das heißt: Während die Produktion von Propaganda in Nazi-Deutschland grob zentralisiert gewesen sei, werde sie in den Vereinigten Staaten hochgradig konzentrierten Medienkonzernen überlassen, um so die Illusion einer „freien Presse“ aufrechtzuerhalten. Nach diesem Modell ist Dissens prinzipiell erlaubt, aber die Konzernmedien dienen als Filter, so dass die meisten Menschen, die nur wenig Zeit haben, sich über aktuelle Ereignisse zu informieren, nur die Standpunkte hören, die die Konzernmedien als „seriös“ einstufen.
- Demokratie – Während die klassischen totalitären Regime schwache Demokratien/Regime gestürzt hätten, habe sich der umgekehrte Totalitarismus aus einer starken Demokratie entwickelt. Die Vereinigten Staaten würden sogar behaupten, ihre Demokratie sei das Modell für die ganze Welt. Es gehe die ganze Zeit um Politik, aber die Politik sei durch das fehlende politische Element weitgehend entschärft worden.

„Parteistreitigkeiten werden gelegentlich öffentlich ausgetragen, und es gibt eine hektische und kontinuierliche Politik zwischen Fraktionen der Partei, Interessengruppen, konkurrierenden Unternehmen und rivalisierenden Medienkonzernen. Und natürlich gibt es den Höhepunkt der nationalen Wahlen, bei denen die Aufmerksamkeit der Nation eher auf die Wahl von Persönlichkeiten als auf eine Wahl zwischen Alternativen gerichtet ist. Was fehlt, ist das Politische, das Engagement für das Gemeinwohl inmitten des Wusts gut finanzierter, hoch organisierter, zielstrebiger Interessen, die wütend nach Regierungsgunst streben und die Praktiken der repräsentativen Regierung und der öffentlichen Verwaltung durch ein Meer von Geld überwältigen.“

- Ideologie – Der umgekehrte Totalitarismus weiche von der Ideologie des Nazi-Regimes ab, d. h. die Kategorie der Kosteneffizienz etwa steht anstelle der Kategorie Herrenrasse.
- Wirtschaft – In Nazi-Deutschland habe der Staat die Wirtschaftsakteure dominiert, während im umgekehrten Totalitarismus Konzerne durch Lobbying, politische Spenden und Drehtür-Effekte die Regierung der Vereinigten Staaten beherrschen würden, die als Diener der Großkonzerne agiere. Dies werde von der Öffentlichkeit jedoch als normal und nicht als korrupt angesehen.
- Nationalismus – Während Nazi-Deutschland und das faschistische Italien nationalistisch gewesen seien, sei der umgekehrte Totalitarismus globalistisch und unterstütze eine Supermacht, deren Macht auf dem globalen Austausch von Arbeitsplätzen, Kultur, Finanzprodukten, Währungen und Waren basiere.
- Das Volk – Während die klassischen totalitären Regime auf eine ständige politische Mobilisierung der Bevölkerung abgezielt habe, wolle der umgekehrte Totalitarismus die Masse der Bevölkerung in einem anhaltenden Zustand der politischen Apathie halten. Die einzige politische Aktivität, die von den Bürgern erwartet oder gewünscht werde, sei der Wahlakt. Eine niedrige Wahlbeteiligung werde gerne als Indiz dafür gewertet, dass der Großteil der Bevölkerung zufrieden sei, während sie in Wirklichkeit die Hoffnung aufgegeben habe, dass die Regierung ihnen jemals nennenswert helfen werde.
- Bestrafung – Während die klassischen totalitären Regime hart bestraften (Inhaftierung oder Ermordung von politischen oder ideologischen Gegnern und Sündenböcken), bestrafe der umgekehrte Totalitarismus vor allem durch eine Ökonomie der Angst. Deren wichtigste Elemente seien die Minimierung der sozialen Sicherheit, die Zerschlagung der Gewerkschaften, die Überalterung von Fähigkeiten und die Auslagerung von Arbeitsplätzen.
- Führer – Während die klassischen totalitären Regime charismatische Führer hatten, die die Architekten des Staates gewesen seien, sei der umgekehrte Totalitarismus nicht von einem bestimmten Führer abhängig, sondern produziere seine Führer selbst, die Geschäftsführern eher ähneln würden als politischen Mandatsträgern.
- Sozialpolitik – Während der Nationalsozialismus das Leben der Reichen und Privilegierten unsicher gemacht und eine Sozialpolitik für die Arbeiterklasse betrieben habe, beute der umgekehrte Totalitarismus die Armen aus, indem er Gesundheits- und Sozialprogramme kürze und die Arbeitsbedingungen verschlechtere.

## Verwandte Theorien
Postdemokratische Tendenzen ähnlich dem invertierten Totalitarismus bei Wolin wurden schon früher beschrieben, ohne die Begrifflichkeit zu nutzen, wie etwa bei Alexis de Tocqueville, auf den sich Wolin direkt bezieht, bei Hannah Arendt oder Charles Taylor. Die Vorstellung, dass sich die Demokratie zu nicht- oder scheindemokratischen Formen weiter- oder zurückentwickelt, wird in Jacques Rancières und Colin Crouchs Konzepten der Postdemokratie behandelt. Johannes Agnoli analysiere explizit die Transformation der Repräsentativen Demokratie in eine formaldemokratische Fassadendemokratie durch Manipulation der Massen zur Überdeckung und Verschleierung des  Klassengegensatzes und der weiterhin gewaltbewehrten Herrschaftsordnung. Auch die Theorien des Neo-Feudalismus gehen von einer Überlagerung der politischen Strukturen durch Ideologien aus. Die Interpretation der repräsentativen Demokratie als quasireligiöser Fassade idealer Staatsbürgerlichkeit, die die Klassenkonflikte überlagert und ideologisch unsichtbar macht, geht auf Karl Marx zurück, auf dessen Staatsverständnis Wolin sich oft bezieht.
Der ähnliche Begriff Totalitäre Demokratie wurde von Bertrand de Jouvenel 1945 im Titel des 14. Kapitels von seinem Werk Über die Macht gebraucht. Jacob Talmon verwandte 1952 den Begriff totalitäre Demokratie und dessen Nebenbegriff Messianische Demokratie in seinem Werk The Origins of Totalitarian Democracy.

### Max Weber
Wolin geht laut dem Journalisten Chris Hedges wie Max Weber davon aus, dass der Kapitalismus die Demokratie grundlegend zerstöre, weil er die Art von Bräuchen, politischen Werten und sogar Institutionen beseitigen müsse, die eine glaubwürdige Bedrohung für die Autonomie der Wirtschaft darstellen: 

„Der Kapitalismus will eine autonome Wirtschaft. Er will eine politische Ordnung, die sich den Bedürfnissen der Wirtschaft unterordnet. Und ihre Vorstellung von einer Wirtschaft ist zwar breit angelegt im Sinne eines Kapitalismus, in dem es relativ freien Zugang geben kann und das Eigentum relativ breit gestreut ist, aber es ist auch ein Kapitalismus, der letztlich so elitär ist, wie es jedes aristokratische System jemals war.“

### Karl Marx
Karl Marx war, so Wolin, die erste Person, die verstanden hat, dass wirtschaftliche Formen gesellschaftliche und politische Formen bestimmen, so dass jede Art von Regierung diese Art von Struktur widerspiegelt und an sich undemokratisch ist, nämlich „in einem grundlegenden Sinne elitär“. Auch die Ideologie werde durch diese Struktur hervorgebracht, es sei die Herrschaftsideologie der wirtschaftlichen und politischen Elite.

## Rezeption
Wolins Buch Democracy Incorporated: Managed Democracy and the Specter of Inverted Totalitarianism., in dem er seine Auffassung vom Invertierten Totalitarismus erneut und in überarbeiteter Form darlegt, wurde 2008 mit dem Lannan Literary Award for an Especially Notable Book ausgezeichnet. „Mit seinem grundlegenden Verständnis der politischen Theorie und seinem unermüdlichen Willen, dem Wesen dessen auf den Grund zu gehen, was die moderne Demokratie bedroht, zeigt Wolin, dass die Bedrohung unserer demokratischen Traditionen und Institutionen nicht immer von außen, sondern auch von innen kommen kann.“ (Rakesh Khurana)
Der amerikanische Politikwissenschaftler Chalmers Johnson schrieb 2008 in Truthdig, das Buch sei eine „verheerende Kritik“ an der Regierung der Vereinigten Staaten. Wolin analysiere, weshalb auch Präsidentschaftswahlen nicht wirklich dieses korrupte System positiv ändern könnten, weil es „stark von finanziellen Spenden beeinflusst wird, die hauptsächlich von wohlhabenden und unternehmerischen Spendern stammen“ und zeige in hervorragender Weise, was in den USA falsch gelaufen sei.
Die Politikwissenschaftlerin Arolda Elbasani lobt Wolins Democracy Incorporated, weil seine Analyse überzeuge und es leicht zu lesen sei. Wolins Beschreibung, die USA würden Tendenzen zum umgekehrten Totalitarismus aufweisen, findet sie gleichwohl übertrieben. Die Wahl Obamas zum Präsidenten 2008 scheine Wolins Befunde zu falsifizieren, da seine Wähler eben nicht so passiv gegenüber den Gefährdungen der Demokratie seien, wie Wolin sie schildere, sondern vielmehr den Triumph des Demos über die Geschäftsinteressen demonstrierten.
Dennis Ray Morgan meint, dass neben der Konzentration roher militärischer Macht auch die Technologie dazu beitrage, die Welt in Richtung eines umgekehrten Totalitarismus zu führen, wie er in 1984 und in Brave New World. dargestellt ist.
Die italienische Philosophin Simona Forti urteilt, Wolin habe die politisch-philosophische Frage des Totalitarismus ganz neu gestellt: Die Kriterien dessen, was als totalitär zu identifizieren sei und was nicht, habe er ganz neu definiert.
Dem deutschen Politikwissenschaftler Peter Graf von Kielmansegg leuchtet Wolins These nicht ein, im invertierten Totalitarismus werde totale Macht ausgeübt, ohne den Anschein zu erwecken, es zu tun. Da Wolin ihn vom klassischen Totalitarismus, z. B. des NS-Staates mit all seinen Merkmalen entschieden abgrenze, frage man sich, was daran totalitär sein soll. Dass die meisten Menschen den von Wolin behaupteten totalitären Charakter des herrschenden Regimes gar nicht wahrnehmen, sei unplausibel, zumal bei Wolin nicht deutlich werde, wer denn die anscheinend umfassende Manipulationsmacht ausübe: Mal schreibe er sie der Machtelite aus Regierung und Konzernen zu, mal erscheine sie als anonymes, subjektloses Phänomen. Zwar sei durchaus die Wahrnehmung verbreitet, als Individuum sei man ohnmächtig, doch deute dies nicht auf einen neuen Totalitarismus hin, sondern sei Teil der Conditio humana. Dass die demokratische Idylle einer kleinräumigen Gesellschaft gleichberechtigter und gemeinwohlorientierter Bürger, die Wolin als Gegenbild zum invertierten Totalitarismus entwerfe, in den USA verwirklicht werden könne, glaube nicht einmal er selber. Das Buch lohne die Lektüre nur, weil es zeige, wie polarisiert die amerikanische Gesellschaft sei und dass immer weniger Amerikaner bereit seien, die demokratischen Spielregeln auch dann anzuerkennen, wenn es ihren individuellen Interessen nicht nutze.
Für Lucy Cane veranschaulicht Wolins Diagnose des invertierten Totalitarismus eindrucksvoll den heutigen in den USA herrschenden Zustand, wo die Fusion von Staats-, Unternehmens- und Militär-Macht zu einer immensen Anhäufung von Macht geführt hat. Er ergänzt damit Analysen von Wendy Brown und Chantal Mouffe. Weiterhin führt sie Wolins Konzept auf philosophische Grundbegriffe Martin Heideggers und Hannah Arendts zurück.
Der Politikwissenschaftler Antonio Y. Vázquez-Arroyo schreibt, Wolin sei lange für den originellsten und einflussreichsten politischen Denker des 21. Jahrhunderts gehalten, aber kaum verstanden worden. Wolins neue Ansätz seien aus den Umbrüchen der amerikanischen Demokratie in den 1960er Jahren zu verstehen (Berkeley-Protestbewegung). Im geistigen Dialog mit Theodor W. Adorno, Hannah Arendt, Allan Bloom, John Dewey, Michel Foucault, Harvey Mansfield, Michael Oakeshott, Karl Popper, John Rawls, Richard Rorty und Leo Strauss habe er seine eigene Theorie vertieft und zu einer radikalen, aber nicht-marxistischen linken Theorie von Demokratie, Politischer Ökonomie und dem Staat ausformuliert.
Christian Volk sieht in Berufung auf Dieter Rucht und Friedhelm Neidhard Sheldon Wolin mit Jacques Rancière, Chantal Mouffe, Ernesto Laclau, Slavoj Žižek und Ètienne Balibar als Wegbereiter einer neuartigen radikaldemokratischen Interpretation von Öffentlichkeit. Demokratisches Handeln sei in diesem Verständnis nicht konsensorientiert, sondern eher gegen etwas gerichtet. „Echte“ Politik enthalte ein rebellisches Moment mit revolutionären und destruktiven Elementen. Das Wesen des Politischen sehe man im Konflikt, da Herrschaft immer Unterdrückung bedeute. Grundlegender Mangel dieser theoretischen Richtung sei die ungenügende Reflexion des Verhältnisses von Ordnung und Konflikt, auch wenn die Kritik an der Entpolitisierung, Juridifizierung und Funktionalisierung der Öffentlichkeit teilweise berechtigt sei.

## Primärliteratur
- Sheldon S. Wolin: Politics and Vision: Continuity and Innovation in Western Political Thought (erweiterte Ausgabe). Princeton: Princeton University Press, 2004. ISBN 0-691-12627-5.
- Sheldon S. Wolin: Democracy Incorporated: Managed Democracy and the Specter of Inverted Totalitarianism. Princeton: Princeton University Press 2008. ISBN 0-691-13566-5.
  - Umgekehrter Totalitarismus: Faktische Machtverhältnisse und ihre zerstörerischen Auswirkungen auf unsere Demokratie, übersetzt von Julien Karim Akerma, mit einem Vorwort von Rainer Mausfeld, Westend-Verlag, Frankfurt am Main 2022, ISBN 978-3-86489-348-3.

## Sekundärliteratur (Auswahl)
- Antonio Y. Vázquez-Arroyo: Sheldon S. Wolin and the Historicity of Political Thought. In: The Good Society24, Nr. 2  (2015), S. 146–163.
- George Kateb: Wolin as a Critic of Democracy. In: Aryeh Botwinick, William E. Connolly (Hrsg.): Democracy and Vision: Sheldon Wolin and the Vicissitudes of the Political. Princeton University Press, Princeton 2001, ISBN 0-691-07465-8, S. 39–57.
- Lucy Cane: Sheldon Wolin and Democracy: Seeing through Loss. Routledge, New York 2020, ISBN 978-0-367-19415-4.